# Fate Bell Shelter
Le Fate Bell Shelter est un abri sous roche américain situé dans le comté de Val Verde, au Texas. Formé par le canyon Seminole le long de sa rive droite, il présente de nombreux pétroglyphes précolombiens, ce qui lui vaut d'être protégé au sein du parc et site historique d'État de Seminole Canyon et d'avoir été désigné propriété contributrice aux districts historiques dits Seminole Canyon District en 1971 et Lower Pecos Canyonlands Archeological District en 2021. Il porte le nom de Fate Bell, une ancienne propriétaire du site.